# Vandelogne
Vandelogne – rzeka we Francji, przepływająca przez tereny departamentów Deux-Sèvres oraz Vienne, o długości 29,4 km. Stanowi lewy dopływ rzeki Auxances. 
Vandelogne przepływa przez: Saint-Martin-du-Fouilloux, Saurais, la Ferrière-en-Parthenay, Chalandray, Ayron, Frozes, Chiré-en-Montreuil.